# St Stephen's Green
St Stephen's Green, (en irlandés Faiche Stiabhna) es un parque público situado en el centro de la ciudad de Dublín justo en uno de los extremos de Grafton Street, una de las calles comerciales más importantes de la capital irlandesa.
El parque tiene forma rectangular y en su día, las calles que le rodean constituían una de las principales arterias por las que se canalizaba el tráfico en el centro de la ciudad, si bien, a raíz de una ordenanza del ayuntamiento en 2004, el tráfico en dichas calles (St Stephen's Green North, St Stephen's Green South, St Stephen's Green East and St Stephen's Green West respectivamente) se redujo considerablemente.

## Historia

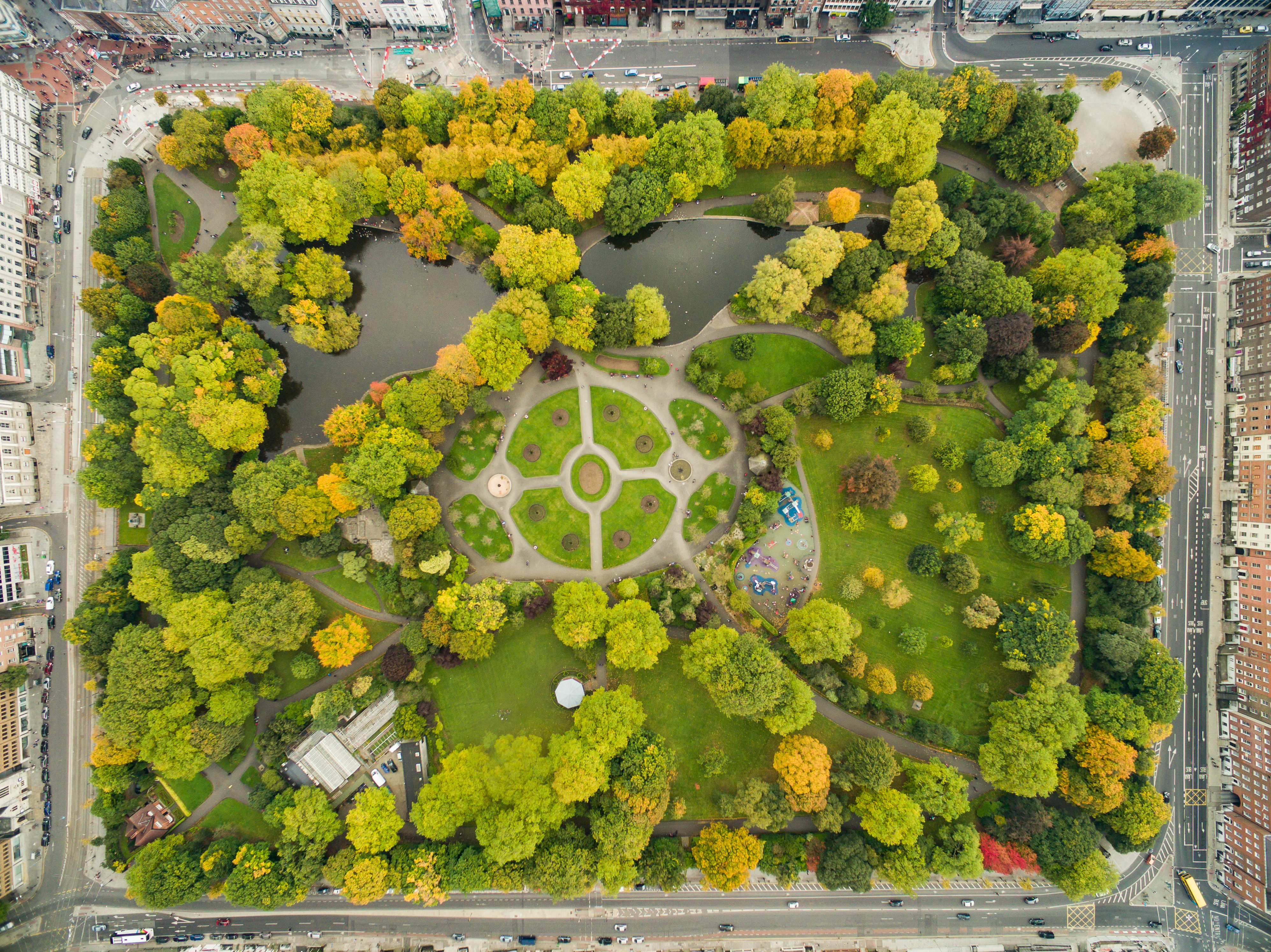
Vista cenital

Hasta 1663 el área en el que hoy se asienta el parque estaba situada a las afueras de la ciudad y se utilizaba principalmente para que pastara el ganado. En dicho año, el gobierno municipal decidió cerrar el parque y vender las tierras que bordeaban el perímetro del mismo. El parque fue bordeado con un muro en 1664 y rápidamente se comenzaron a construir una gran cantidad de edificios de estilo georgiano a su alrededor, lo que hizo que para finales del siglo XVIII, el lugar fuera el lugar de residencia de la alta sociedad dublinesa. A día de hoy, la mayoría de los edificios que se pueden ver cercanos a St Stephen´s Green son una réplica de los que en su día existieron, ya que muy pocos de los originales han sobrevivido.
En 1814, el control del parque pasó a estar en manos de un comisionado representativo de los residentes de la zona que tomó la decisión de sustituir el muro que rodeaba el perímetro por un enrejado y restringió el acceso al interior del mismo, de forma que tan sólo los vecinos de la zona podían acceder al interior del mismo. El acceso libre al parque no se permitió nuevamente hasta que en 1877 el Parlamento ordenó, a iniciativa de Arthur Guinness, que el mismo fuera reabierto para poder ser disfrutado por todos los habitantes de la ciudad. El propio Guiness pagó en 1880 el rediseño del parque que desde entonces se mantiene sin demasiados cambios tal y como él lo dispuso. En agradecimiento a su labor, en el interior del parque se erigió una estatua en su honor.

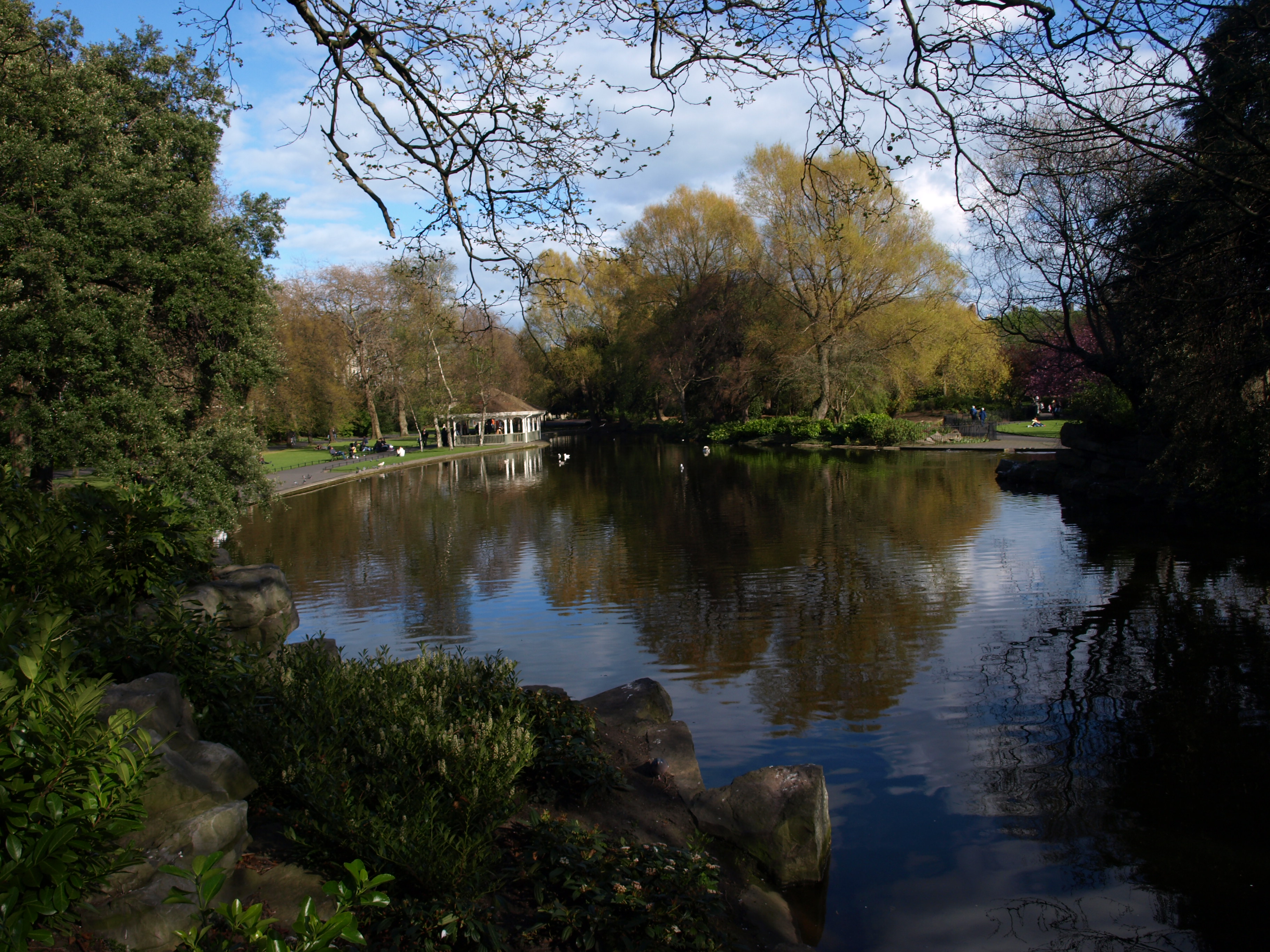
St Stephen's Green.

Durante el alzamiento de Pascua de 1916, un grupo de unos 250 insurgentes formado principalmente por miembros del IRA a las órdenes del comandante Michael Mallin se hicieron con el control del parque, bloqueando el acceso al mismo. El ejército británico respondió atacando las posiciones rebeldes desde el Hotel Shelbourne situado en la esquina nordeste del parque lo que obligó a estos últimos a retirarse al Real Colegio de Cirujanos donde finalmente fueron sofocados. Las crónicas en su día contaron que durante el combate que tuvo lugar, hubo un momento en que se decretó un alto el fuego para que el guardaparque pudiera alimentar a los patos.

## Diseño
St Stephen's Green es uno de los bienes comunales más antiguos de la ciudad de Dublín y su diseño actual se debe a las reformas que se llevaron a cabo en el mismo durante el siglo XIX. 
Tiene una forma rectangular de aproximadamente 550 por 450 metros. En el centro del parque se encuentra situado un gran lago que es alimentado por las aguas que le llegan del Gran Canal de Irlanda de Portobello.